# Валин
Валин (съкратено Val или V) е α-аминокиселина с химическа формула HO2CCH(NH2)CH(CH3)2. L-Валин е една от двадесетте протеиногенни аминокиселини. Кодоните които я кодират са ГУГ, ГУУ, ГУЦ и ГУА. Представлява неполярна незаменима аминокиселина. Хранителни източници на валин са сиренето, рибата, птичето месо, фъстъците, сусама и лещата.
Заедно с левцин и изолевцин, валинът принадлежи към групата на т.нар. разклонено-верижни аминокиселини. Името му произлиза от лечебното растение валериана (дилянка). При сърповидно-клетъчната анемия, валинът замества хидрофилната аминокиселина глутамат в хемоглобина. Понеже валинът е хидрофобен, образуващият се хемоглобин е склонен към неправилна аграгация.